# Irish Open 1985
Die Irish Open 1985 im Badminton fanden vom 15. bis 17. Februar 1985 in Belfast statt.

## Finalergebnisse
| Disziplin    | Sieger                       | Finalist                     | Ergebnis         |
| ------------ | ---------------------------- | ---------------------------- | ---------------- |
| Herreneinzel | Kevin Jolly                  | Gary Scott                   | 15-8, 17-14      |
| Dameneinzel  | Fiona Elliott                | Alison Fisher                | 7-11, 11-6, 11-3 |
| Herrendoppel | Billy Gilliland Dan Travers  | Gary Scott Mark Elliott      | 15-3, 18-14      |
| Damendoppel  | Fiona Elliott Alison Fisher  | Pamela Hamilton Elinor Allen | 18-16, 15–1      |
| Mixed        | Billy Gilliland Elinor Allen | Dan Travers Pamela Hamilton  | 17-16, 15-13     |